# Vocabulaire de la franc-maçonnerie
Le vocabulaire de la franc-maçonnerie comprend les termes et expressions utilisés en franc-maçonnerie. Il appartient à un langage symbolique spécifique, peu compréhensible pour un public non initié. Ce vocabulaire, qui a évolué au cours du temps, varie également assez notablement selon les rites, les pays, et les obédiences.
De nombreux termes font référence aux traditions, réelles ou supposées, des bâtisseurs du Moyen Âge. 
- Haut – A
- B
- C
- D
- E
- F
- G
- H
- I
- J
- K
- L
- M
- N
- O
- P
- Q
- R
- S
- T
- U
- V
- W
- X
- Y
- Z

## A
- Accepté : Étymologiquement, signifie le fait d'être reçu dans une confrérie opérative sans appartenir au métier[1].
- Acclamations : Interjection qui, dans le rituel d'ouverture ou de fermeture des travaux, suit le « signe » et la « batterie »[2].

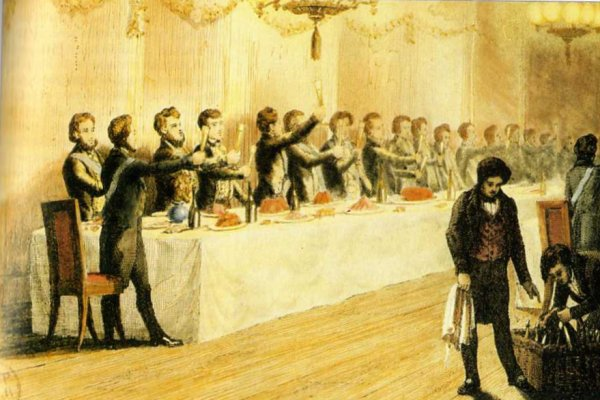
Agapes lors d'un banquet maçonnique en France, vers 1840.

- Agapes : Dans la franc-maçonnerie française, ce mot est le plus souvent utilisé au pluriel[3]. Il désigne le partage d'une collation froide ou chaude dans la « salle humide », entre maçons. Ce temps de rencontre et de partage, à l'issue de la tenue est le prolongement du travail qui vient d'être effectué. C'est un moment très convivial où la parole est totalement libre, dans le respect d'autrui et de ses idées, et qui permet aux sœurs et frères de mieux se connaître.  Selon les traditions de certains rites, elles peuvent prendre la forme d'un banquet rituel[4].
- Âge maçonnique : À chaque degré, c'est-à-dire à chaque stade de l'évolution du maçon, correspond un âge symbolique décompté en 3, 5 et 7 années — premiers nombres impairs. C'est une manière de rompre avec les normes de vie profanes[5].
- Allumage des feux : Cérémonie rituelle d'installation d'une nouvelle loge.
- Alphabet maçonnique : Système de cryptage de l'alphabet  associant à chaque lettre un symbole[6].
- Art Royal : dénomination allégorique et élogieuse pour désigner la pratique de la franc-maçonnerie[7].
- Architecture (morceau) : Discours prononcé en loge — voir planche.
- Ateliers : Nom générique qui désigne le groupement de base de toute maçonnerie. Le terme recouvre différentes sortes de regroupement correspondant à une loge au travail. Les ateliers travaillant aux trois premiers grades portent le nom de « loges » ou encore loges symboliques (les plus courantes). Les loges en gestation sont dénommées « triangles », les loges de hauts grades reçoivent différentes dénominations (loges de perfection, « chapitres », « aréopages », etc.)[8].
- Attouchements : Façons de se faire reconnaître comme franc-maçon par le contact[9]. Varient selon les degrés.
- Attributs : Désignent les décors et les bijoux d'un dignitaire maçonnique[10].
- Augmentation de salaire : Accession d'un franc-maçon au grade supérieur[11], faisant référence aux ouvriers de la légende d'Hiram[12].
- Autel des serments : Table sur laquelle sont disposés les outils du travail maçonnique : équerre, compas, volume de la loi sacrée/ livre blanc, etc.[13]

## B

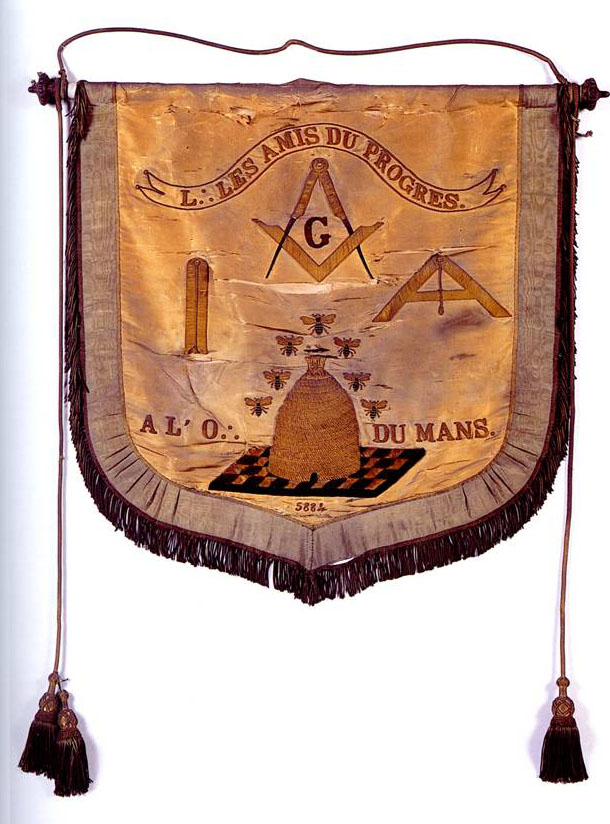
Bannière — avec pour symbole la ruche — de la loge des Amis du Progrès du GODF, fondée en 1883.

- Bannière : Étendard caractérisant une loge. Peuvent être brodés sur une bannière, l'année de naissance de la loge (selon le calendrier maçonnique), son nom, son numéro d'ordre dans la chronologie de l'obédience, sa devise ainsi que les symboles adoptés par la loge. Les bannières sont entre autres utilisées lors de manifestations nationales et régionales.
- Banquet d'ordre : Le banquet d'ordre est un repas rituel organisé le plus souvent aux alentours des solstices astronomiques, celui d'hiver qui annonce le renouveau (ou Jean l'Évangéliste, placé le 27 décembre) et celui d'été où le soleil approche le zénith (ou Jean le Baptiste, placé le 21 juin). Le banquet d'ordre est une tenue d'obligation, un rituel particulier est pratiqué dans chaque rite. Les Rite français et écossais ont conservé une tradition que l'on admet comme issue des loges militaires de l'Ancien Régime. Le banquet d'ordre existe aussi dans certains hauts grades[14].
- Barrique : Dans un banquet maçonnique, désigne la bouteille[15].
- Batterie : Phrase musicale ponctuant une tenue, consistant à se frapper dans les mains un certain nombre de fois selon le grade et le rite pratiqué[16]. Les batteries, utilisées généralement afin de marquer le début et la fin des tenues[17].
- Bible Bearer : Au cours des processions maçonniques anglo-saxonnes, c'est le maître maçon le plus âgé — doyen — de l'assemblée, qui porte la bible ouverte (équerre et compas posés dessus)[18].
- Bijoux : Terme à double sens en maçonnerie. Suivis de l'adjectif « immobiles », les bijoux désignent les trois objets nécessaires à la loge : la pierre brute (apprenti), la pierre cubique (compagnon) et la planche à tracer (maître)[19]. Suivis de l'adjectif « mobiles », les bijoux se rapportent à l'équerre, au niveau et à la perpendiculaire — objets symboliquement portés en pendentif par le vénérable et les deux surveillants. Lors d'un changement d'officiers, les bijoux sont passés aux successeurs[20].
- Boaz ou encore Booz selon les rites est un mot sacré et le nom d'une des deux colonnes du temple de Salomon. Traduit par « dans la force » ou « en lui la force »[21].
- Bref : Diplôme attestant qu'un franc-maçon est titulaire de hauts grades[22].

## C
- Cabinet de réflexion : Lieu où se déroule une partie du processus d'initiation du profane dans la franc-maçonnerie[23].
- Capitation ou cotisation : Les mots capitation et cotisation sont tous les deux utilisés en franc-maçonnerie, mais ils n'ont pas le même sens. Par définition la  capitation est un « impôt » par tête que chaque loge paie à son obédience. Cette capitation que doit payer chaque membre, la même pour tous car son montant est voté par l'assemblée générale annuelle appelée souvent convent, sert aux instances qui dirigent l'obédience pour gérer financièrement la vie et les activités de ce regroupement[24].

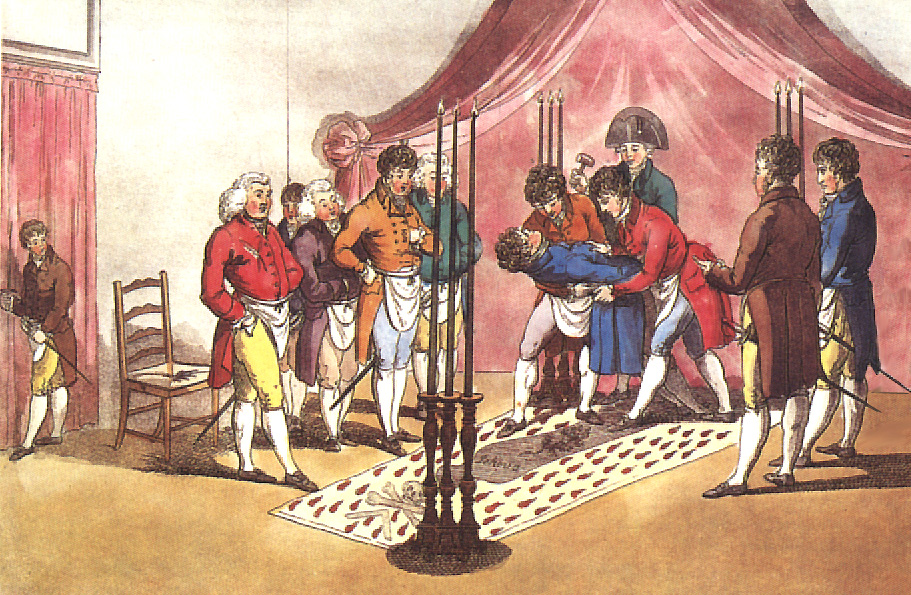
Initiation au grade de maître.

- Chaîne d'union : La chaîne d'union est un rituel de fraternité et de commémoration effectué par les maçons à la fin, et, à certains rites, parfois aussi au début, d'une tenue. Chaque maçon présent constitue un maillon[25]. La corde à nœud en constitue le symbole, elle fait le tour de l'intérieur du temple maçonnique au-dessous du plafond, le long des murs de l'orient, du septentrion et du midi, ses extrémités étant ornées d'une houppe dentelée[26].
- Chaire (de Salomon) : Fauteuil dans lequel est assis le président de loge, appelé « vénérable maître »[27].
- Chambre du milieu : Lieu symbolique exclusivement réservé au titulaire du grade de maître. L'expression parait dans les plus anciens rituels du grade de maître. La notion de « milieu » fut largement définie par de nombreux auteurs qui voient dans cette notion, l'aboutissement où se rencontrent ceux qui ont su approfondir leurs connaissances[28]. Selon certains rites comme le Rite écossais ancien et accepté, lors du passage du grade de compagnon à celui de maître, au 3e degré maçonnique, le temple devient la chambre du milieu ou hekhal, là où, selon le mythe d'Hiram, les maîtres recevaient leur salaire.
- Circumambulation : Façon de se déplacer au cours d'une tenue maçonnique, dans le sens prévu par le rituel[29].
- Colonne d'harmonie : formation d’instruments, de chanteurs, propre à produire de la musique ou des chants lors de tenues maçonniques[30].
- Colonnes : Les colonnes du temple de Salomon se trouvaient à l'extérieur. Bien que certains les visualisent à l'intérieur, la loge se réunit symboliquement à l'extérieur du temple sous la voûte étoilée. Pour d'autres, le temple n'est pas achevé ce qui permet de voir le ciel au zénith. Les colonnes symbolisent aussi les deux travées du nord et du midi, c’est-à-dire les rangées de sièges de part et d'autre ayant chacune son surveillant de colonne. Les apprentis sont au nord, les compagnons au midi, les maîtres partout. La connaissance de leur nom est l'un des plus anciens secrets maçonniques, puisqu'il est attesté dès le XVIIe siècle[31].
- Compas : Dans la plupart des rites cet outil fait partie des « trois grandes lumières » avec l'équerre et le volume de la loi sacrée. Il représente l'esprit[32].
- Convent : Assemblée ou réunion. Les loges anglo-saxonnes utilisent le terme de Communication, quelques loges américaines celui de Convention. Utilisé tout d'abord dans le sens général d'un « Congrès maçonnique », il prend le sens d'une assemblée générale d'une obédience maçonnique plus récemment. En France les convents des grandes loges ou des grands orients sont généralement des assemblées annuelles ou les représentants des loges forment une assemblée « législative » aux pouvoirs étendus. Cette assemblée qui forme un convent souverain décide de tout ce qui intéresse l’obédience (constitution, règlement, direction)[32].

- Cordon : Ruban porté en sautoir ou en écharpe lors des tenues. Les cordons peuvent être plus ou moins richement ornés de motifs symboliques[33].
- Cordonite var. cordonnite : argot maçonnique. Maladie imaginaire dont sont atteints les francs-maçons friands d'honneurs et de grades, qui collectionnent et s'affichent volontiers avec les cordons et autres décors correspondants[26].
- Couvreur : Officier qui garde la porte du temple pendant la tenue. Dans les rites issues des anciens, très souvent il s'agit de l'ancien vénérable de la loge. Il est situé à l’occident de la loge, face à l’orient qu'il vient de quitter s'il a été vénérable auparavant, quittant ainsi le poste le plus éminent pour le poste le plus humble.  Au début de la tenue (cela dépend du rite pratiqué), il vérifie avec le grand expert si les entrants sont bien maçons et connaissent le mot de passe du moment. Cette pratique n'est pas usuelle dans les rites issues des modernes ou le couvreur ou terrible fait office de gardien et d'expert pendant les initiations, le poste est dévolue à un frère maître de la loge[34].

## D

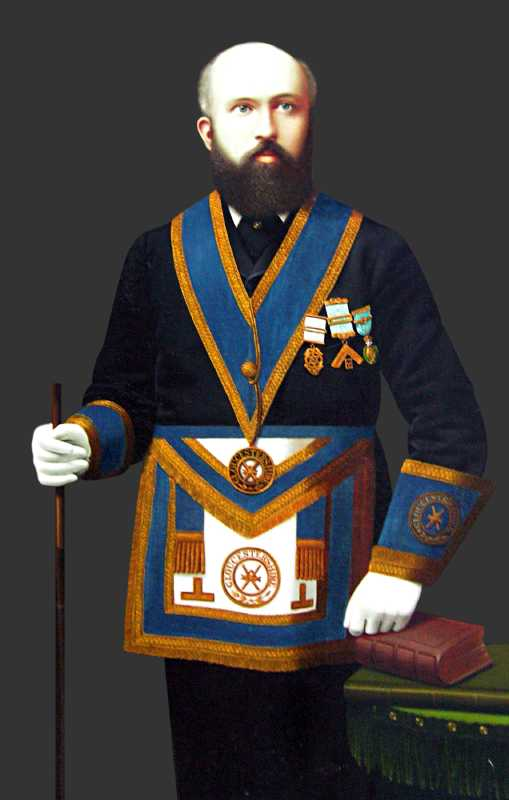
Décors au Rite émulation (Angleterre, fin XIXe siècle).

- Décors :  Éléments symboliques portés en tenue (tablier, gants, cordons, médailles, écharpes, etc.) et nulle part ailleurs. Les gants et le tablier sont obligatoires[35].
- Debhir : Nom hébreu de la troisième partie du temple de Salomon. C'est le nom que prend l'orient pour les tenues au grade de maitre maçon[36].
- Delta lumineux : Triangle lumineux, ou orné de rayons lumineux, souvent orné d'un Œil de la Providence, qui surplombe l'orient. C'est un symbole qui n'est pas spécifiquement maçonnique puisqu'il figure dans de très nombreuses églises et chapelles, en particulier dans le style baroque. On le retrouve également sur le fronton de certaines églises de Venise ou encore au-dessus de l'autel dans la chapelle du château de Versailles[37].
- Degrés : Degré s'emploie concurremment à grade, ce sont les étapes d'élévation dans un rite donné qui caractérise tout ordre initiatique. La franc-maçonnerie compte trois grades dits symboliques : apprenti, compagnon et maître. Les degrés supérieurs au troisième, dits « hauts grades » ou « degrés d'avancement », sont régis selon les différents rites. Ces degrés s'appellent parfois aussi « degrés d'ampliation » ou « degrés de perfectionnement » ou encore « Ordres de Sagesse », en Angleterre et aux États-Unis « side degrees », ce qui montre qu'ils ne sont pas considérés comme supérieurs, mais situés à côté des trois premiers degrés[38].
- Démolition : Destruction ou déchéance d'une loge maçonnique à la suite de la décision d'une autorité maçonnique[39].

## E

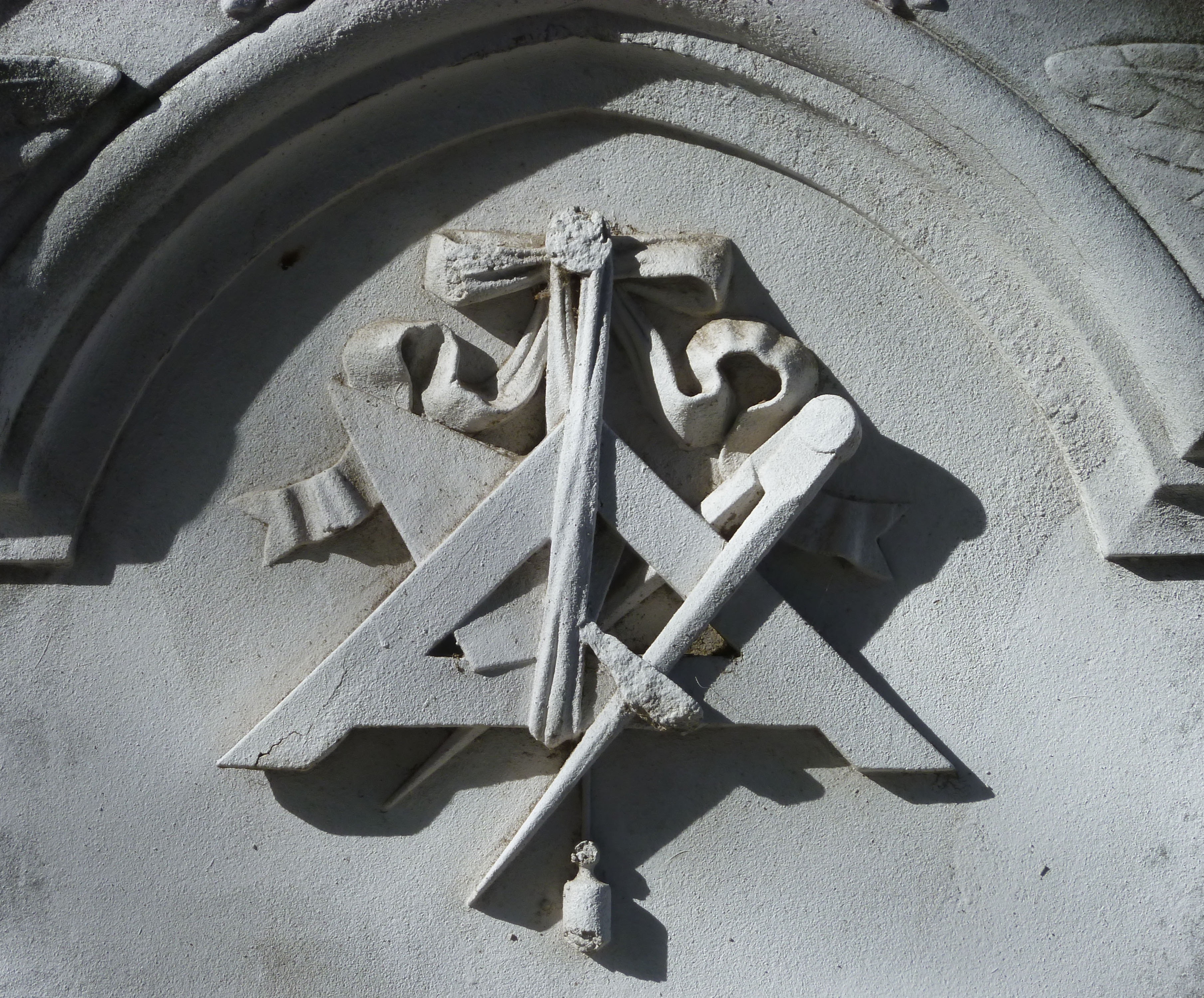
Sépulture espagnole sculptée d'après les outils maçonniques, dont l'équerre.

- Équerre: Avec le compas et la règle, l'équerre correspond à un des outils fondamentaux des francs-maçons. Fait partie, dans la plupart des rites, des trois grandes lumières qui sont l'équerre, le compas et le Volume de la Loi sacrée. Elle symbolise la rectitude et le droit[40].

- Enquête: Terme désignant la démarche faites par des membres de la loge, à la suite de la candidature d'un profane. En pratique, le vénérable maître désigne quelques frères ou sœurs qui vont examiner la nouvelle candidature. Ils ont pour mission de rencontrer le profane, d’avoir une conversation avec lui, et voir qui il est. Des rapports sont rédigés qui peuvent déterminer des suites favorables ou du refus d'initiation[41].

- Étoile flamboyante: en franc-maçonnerie represente selon la tradition anglo-saxonnes « la brillante étoile du matin » qui annonce la naissance du Christ, dans d'autres traditions, elle fait référence au pentagramme et au nombre 5 pour s'associer plus particulièrement au grade de compagnon[42].

## F
- Fraternité : Les francs-maçons se reconnaissent entre eux pour frères ou sœurs et se nomment mutuellement ainsi. Cette fraternité n'est pas que symbolique, elle est ressentie sincèrement par tous. La fraternité se distingue de l'amitié car elle n'est pas une affinité mais sa recherche constitue un devoir pour le maçon. Il doit l'étendre à tous les membres de l'humanité. Les sœurs cultivent aussi la fraternité sans distinction, le mot sororité n'est pas employé[43].
- Fraternelle : Association ou simple regroupement de franc-maçon autour d'un point culturel ou professionnel commun, mal acceptée par les obédiences en général lorsqu'elle consiste en un regroupement professionnel, car souvent taxée d'affairisme[44].

## G
- G (lettre) : lettre placée au centre d'une étoile flamboyante, apparue vers 1720 qui désigne Dieu en anglais, (God). Elle adopte rapidement une seconde et complémentaire signification : « Géométrie » et se pose dès lors comme un principe moral ou intellectuel. D'autres ajouts plus tardifs se font selon les rites, comme « Gnose, Génie ou Gravitation »[45].

- Grades : Voir degrés.
- Grand expert : officier chargé du bon déroulement du rituel. Il est nommé « grand expert » dans certains rites et simplement « expert » ou alors « architecte préparateur » dans d'autres.
- Grand maître : le premier responsable d’une obédience, structure maçonnique qui fédère plusieurs loges. Dans certaines obédiences, le terme est communément introduit par l'adjectif « Sérénissime ».

## H
- Hauts grades maçonniques (Sides degrees) : Désigne les grades pratiqués dans des ateliers de perfectionnement suivant les trois premiers (apprenti, compagnon, maître).
- Hekkal : Seconde partie du temple de Salomon. Dans la Bible, le Hekhal occupe une situation intermédiaire entre le porche et le saint des saints[46].
- Hiram : Selon la Bible[47], l'artisan bronzier qui créa tous les ouvrages d'airain du Temple de Salomon. La légende maçonnique en fait l'architecte du temple. C'est un personnage différent d'Hiram 1er, roi de Tyr (Livre des Rois, 5:15-32), qui fut l'architecte du Temple de Salomon, de Hiram de Tyr, ouvrier en bronze (Livre des Rois, 7:13-45), qui créa tous les objets à l'intérieur du Temple de Salomon.
- Houppe dentelée : dans la tradition française, corde parcourant le pourtour d'un temple maçonnique parsemée de plusieurs nœuds en forme de lacs d'Amour et se terminant par deux houppes[48].

## I
- Initiation : Cérémonie et processus de passage de l'état d'individu dit profane à celui d'initié à qui s'ouvre une nouvelle vie. Par des épreuves symboliques et des mises en condition, l'impétrant est amené à se remettre en perspective et à faire des choix. Le postulant peut à tout moment renoncer à ce processus et y mettre fin[49].

## J
- Jakin : Mot sacré et nom de l'une des deux colonnes situées à l'entrée du temple. Il trouve son origine dans le temple de Salomon, à droite de la porte d’entrée et sa traduction est « « Il établira »[50]. Dans les rites des Moderns , Jakin est la colonne du Nord, ou siègent les apprentis, dans les rites issus des Antients, c'est l'inverse (au midi).
- Jeton : pratique ancienne qui consistait à garantir l'assiduité des membres et à calculer les cotisations. Un jeton de présence était distribué à chaque membre présent lors d'une assemblée. Rendu au trésorier régulièrement, ils permettaient d'obtenir une restitution partielle de cotisation[51].

## L
- Landmark :  En anglais, le mot landmark désigne un point de repère. En franc-maçonnerie, principalement dans les obédiences des États-Unis, il existe différentes listes de landmarks qui sont autant de critères servant de base pour la reconnaissance entre les obédiences. La Grande Loge unie d'Angleterre n'a pas de landmarks à proprement parler, mais une liste de basic principles. D'autres obédiences définissent des listes de critères dénommées règles (souvent en 8 ou en 12 points). D'autres enfin, principalement en Europe, n'en définissent pas[52].

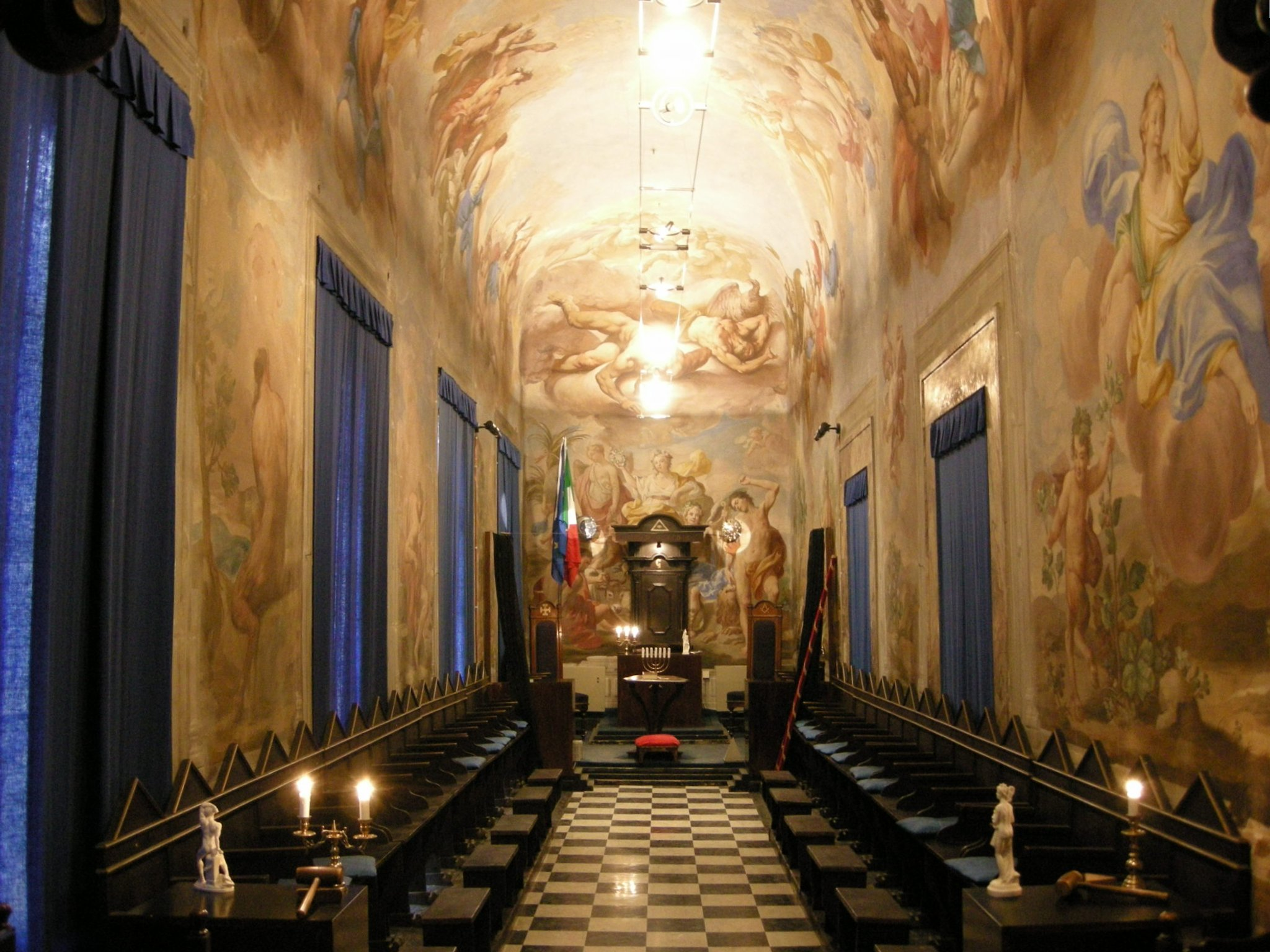
Intérieur du temple d'une loge maçonnique italienne.

- Loge maçonnique : Issu du terme anglais lodge lui-même issu du français qui désigne originellement un abri. Les ouvriers du métier de la construction (les maçons opératifs) installaient contre ou à proximité de l'édifice (religieux le plus souvent) en chantier ce foyer qui accueillait leurs réunions. La loge maçonnique est toutefois beaucoup plus inspirée dans son décor par les éléments symboliques du temple du roi Salomon, inachevé après la disparition de maître Hiram, architecte de l'édifice. La loge désigne dans la franc-maçonnerie spéculative un ensemble de francs-maçons qui se réunissent régulièrement, sans plus désigner le bâtiment que l'on appelle temple[53].
- Loge bleue ou franc-maçonnerie bleue : Dans la franc-maçonnerie symbolique continentale essentiellement, relative aux trois premiers degrés (apprenti, compagnon et maître). Les loges anglo-saxonnes utilisent plutôt le terme craft-masonry (maçonnerie de métier) pour les trois premiers degrés symboliques[53].
- Loge mère : La loge mère est celle dans laquelle le franc-maçon a été initié. La loge est le lieu des réunions (tenues) des francs-maçons, par analogie à la loge des bâtisseurs de cathédrales, bâtiment modeste et provisoire où se réunissaient les maîtres, compagnons et apprentis. La Loge mère est également le titre d'un texte de Rudyard Kipling, parlant de sa loge indienne alors qu'il se trouve en Angleterre[53].

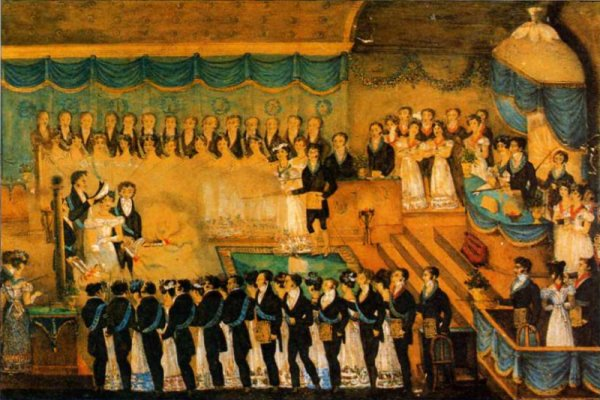
Loge d'adoption à l'époque du Premier Empire.

- Loge d'adoption :  nom de loge pour la maçonnerie d'adoption, franc-maçonnerie mixte ou féminines qui se pratique sous tutelle de loge masculine uniquement, elle utilise un rite spécifique, le Rite d'adoption qui ne s'inspire pas de la symbolique des bâtisseurs.
- Lowton : Terme anglais qui désigne le fils d'un maçon (louveteau) lorsqu’il a été présenté à la loge et adopté[n 1].

## M
- Maître des cérémonies : Officier qui dirige les déplacements rituels en loge. Au Rite opératif de Salomon, il s'appelle maître de cérémonies lors des cérémonies et messager lors des tenues ordinaires.
- Midi et Minuit : Heure d'ouverture et de fermeture des travaux aux trois premiers degrés, en loge bleue[54].
- Mot de semestre : Mot de reconnaissance, interne à une obédience, demandé à tout visiteur lors d'une tenue maçonnique afin d'éviter l'intrusion de profanes. Mot double, composé d'une vertu et d'un nom de franc-maçon illustre (de mêmes initiales), il est changé tous les six mois[55], ou parfois annuellement.

## N
- Noachide : Dans la seconde édition des constitutions d'Anderson de 1738, nom donné aux premiers maçons descendant de Noé[56].

## O
- Obédience maçonnique : Organisation regroupant plusieurs loges. Elle peut porter le nom de  « grande loge » , de « grand orient » ou d'"Ordre". Les obédiences sont soit des fédérations de loges, soit, plus rarement, des fédérations de rites. Le plus souvent, les obédiences, stricto sensu, ne gèrent que les loges des trois premiers degrés et se doivent d'être totalement indépendantes des « juridictions » qui gèrent les hauts grades maçonniques. L’obédience en tant que telle n'a pas de qualité initiatique, ses pouvoirs sont essentiellement d'ordre administratif[57].
- Obole : Terme utilisé par les francs-maçons pour designer la libre contribution que versent à chaque tenue les participants au « tronc de la veuve ». Elle présente souvent un caractère d'obligation, les fonds recueillis servent souvent à des actions de solidarité ou de bienfaisance[58].
- Occident : Situation et dénomination symbolique dans une loge maçonnique. Il correspond à l’ouest et définit la direction où le soleil tombe dans la nuit. Dans un temple maçonnique, c'est à l'occident que se dressent les colonnes et que se tiennent les surveillants[59].
- Orateur : Dans les loges et rites de style français, officier siégeant à l'orient du temple, ayant pour charge de faire respecter la loi maçonnique, c’est-à-dire la Constitution et le Règlement général[60]. Il peut être appelé à conclure maçonniquement un débat et, éventuellement, donner ses conclusions en vue d'un vote demandé par le vénérable.
- Ordre : Outre son sens direct proche de celui d'« obédience », l'ordre est une position symbolique statique prise par un franc-maçon au cours d'une tenue. Se mettre à l'ordre a une signification qui a à voir avec la sincérité et le détachement par rapport aux troubles dus à l'émotion. L'ordre du degré d'apprenti rappelle une démarcation entre le corps et la tête, c’est-à-dire la matière et l'esprit. Certaines familles maçonniques s'appellent « ordre », c'est le cas de l'Ordre maçonnique mixte international « le Droit humain », tout en acceptant l'appellation d'obédience.
- Orient : Partie du temple située symboliquement à l'est. Lieu symbolique où officient le vénérable, l'orateur (lorsque ce poste existe) et le secrétaire et où siègent les invités illustres (ou, plus simplement, les vénérables en visite). L'orient désigne aussi le lieu de création de la loge (orient du Havre, orient de Valence, etc.)[61]
- Orient éternel [Passer à l'] : Se dit d'un franc-maçon récemment décédé[62]. Certains rituels privilégient le terme de Grande loge éternelle.

## P
- Parvis : Les parvis désigne l'espace immédiat devant l'entrée du temple maçonnique. Dans les textes, les parvis étaient au nombre de trois et successivement accessibles selon une certaine hiérarchie. Les parvis précédaient l'oulam, première partie du temple de Salomon.

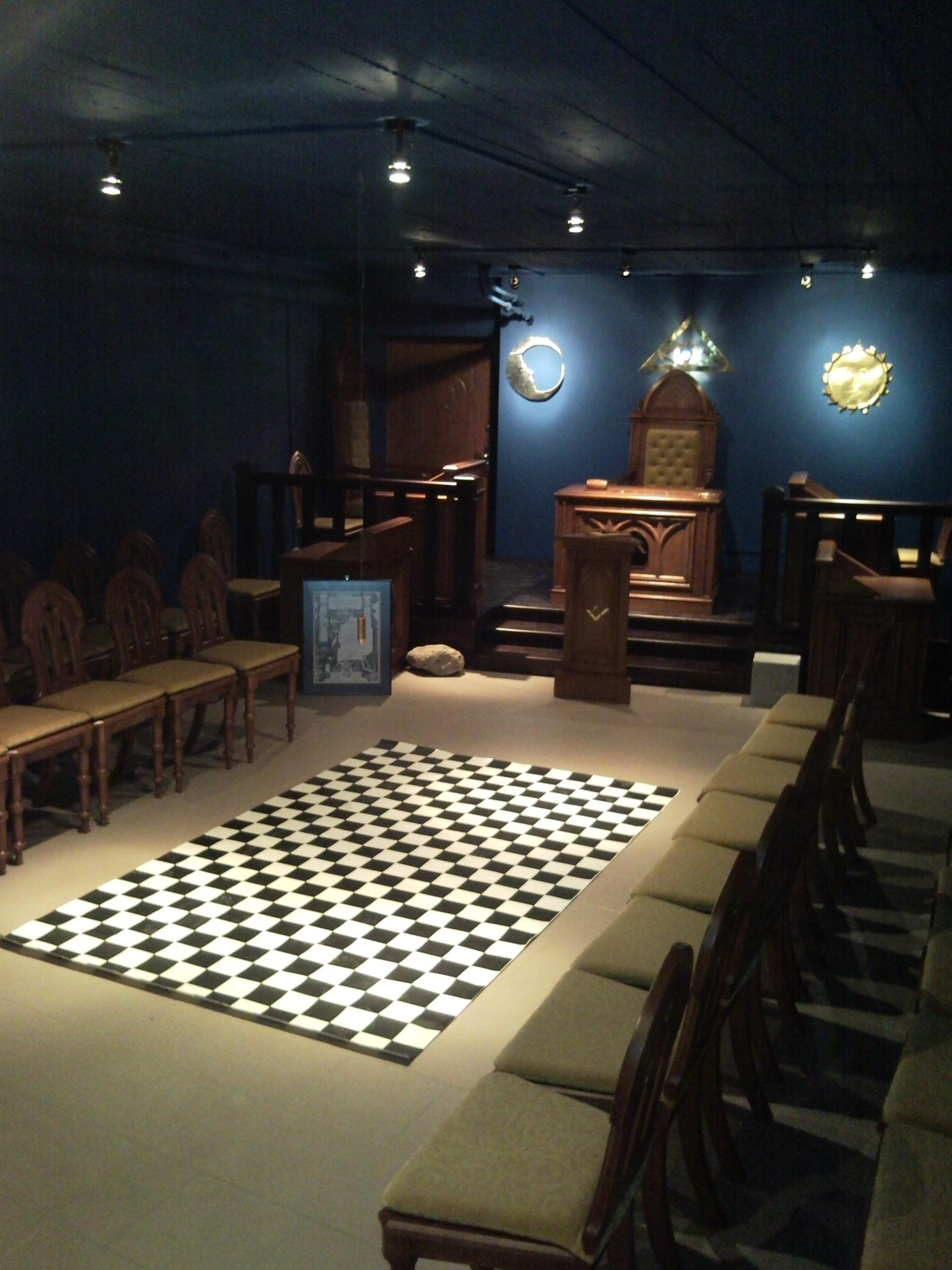
Pavé mosaïque dans un temple maçonnique à Varsovie.

- Pavé mosaïque : Pavage en damier noir et blanc qui recouvre le sol des temples maçonniques permanents. Il est parfois restreint à un rectangle placé au centre de la loge. Les proportions du rectangle doivent s'approcher au plus près du rapport harmonique, il prend alors le nom de « carré long ». C'est un des plus anciens symboles maçonniques.  Les gravures de Gabanon montrent qu'il était déjà présent en 1745 sur les tapis de loges utilisés à cette époque[63].
- Planche, plancher v. intr. : Dans la plupart des loges françaises ou reprenant les usages français, conférence ou dissertation présentée en loge. Suivant les pays, rites et degrés, cette dissertation est appelée « travail », « planche », « morceau d'architecture » ou d'autres expressions. Les planches sont souvent suivies de commentaires. Cette pratique est extrêmement marginale dans les loges des pays anglophones. Par extension, tout écrit lu en loge, comme un courrier, désigne aussi les lettres que s'échangent les francs-maçons. Le verbe intransitif plancher signifie « préparer ou exposer une dissertation »[64].

## R
- Rite maçonnique : ensemble cohérent de symboles et de rituels associés à différents degrés organisés en progression graduelle. En règle générale, chaque loge n'en pratique qu'un seul, mais quelques obédiences autorisent certaines de leurs loges à en pratiquer plusieurs[65].
- Rituel : ensemble d'actions et de paroles accompagnant le déroulement d'un stade donné d'une tenue. Exemple : le rituel d'ouverture des travaux[66].
- Régularité maçonnique : système de reconnaissance établie par la Grande Loge unie d'Angleterre depuis 1929, sur la base de ses principes fondamentaux, incluant principalement l'obligation de croyance en Dieu et en sa volonté révélé et de l'interdiction de parler de sujet politique ou religieux en loge[67].

## S
- Salle humide : Lieu non ouvert aux profanes, sauf exception, et où se déroulent les agapes. Elle ne fait pas partie à proprement parler du temple maçonnique, elle peut y être accolée ou dans un bâtiment annexe[68].
- Secrétaire : Officier qui consigne les événements de la tenue. Il est en outre chargé du secrétariat de l'atelier.
- Serment : Le serment maçonnique constitue le point fondamental de la cérémonie d'initiation. Il est traditionnellement constitué par trois composantes[69] : l'engagement, objet du serment, le témoin et le châtiment.[70].
- Signes  : Gestes ou postures permettant à un franc-maçon de se faire reconnaître comme tel. Spécifiques selon les degrés[71].
- Surveillant : Au nombre de deux, chacun dirige une colonne (un groupe de maçons) durant les travaux de l’atelier. Ils aident également le vénérable maitre dans la conduite des travaux et la direction de la loge.

## T

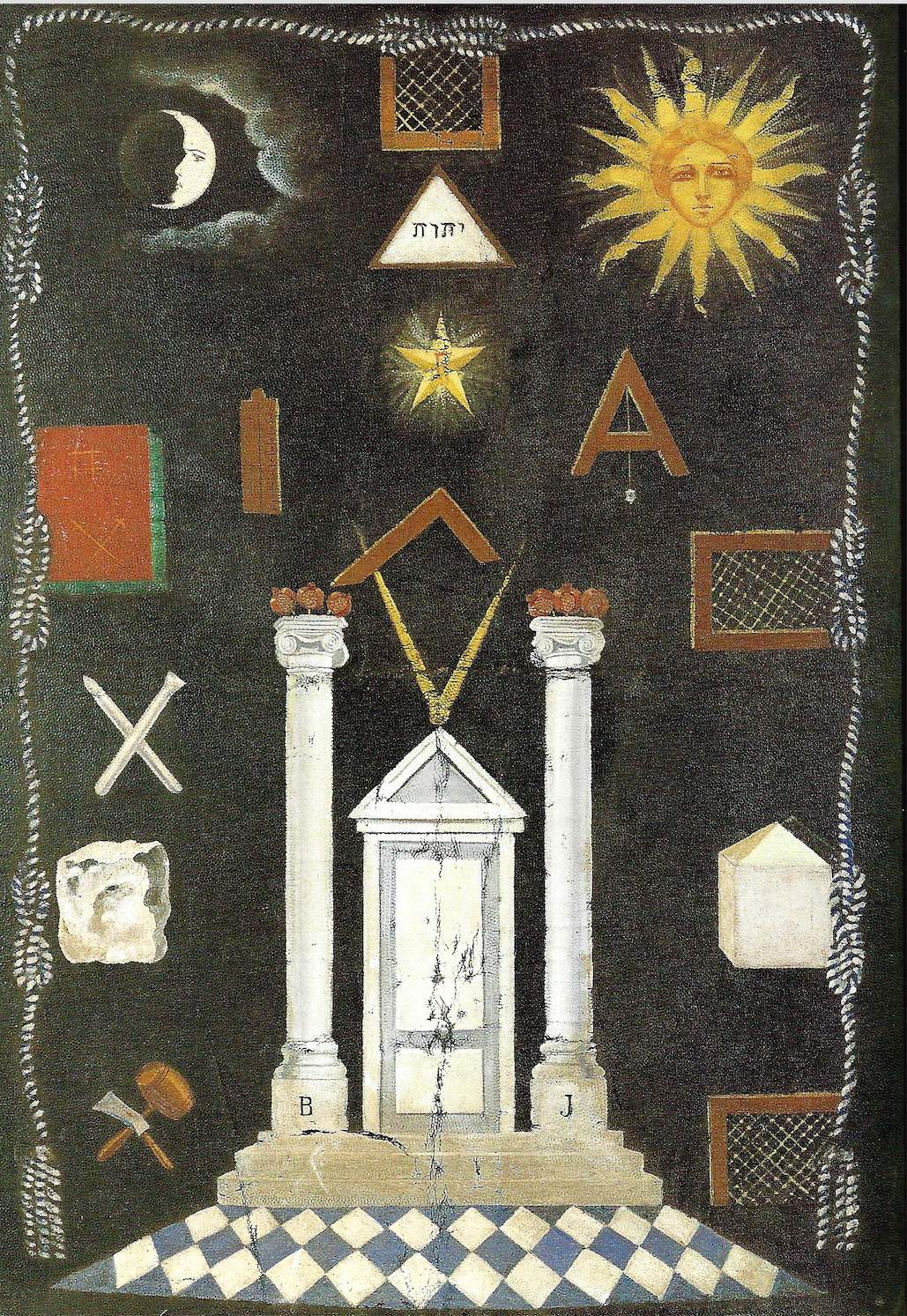
Tapis ou tableau de loge.

- Tablier : pièce de soie ou de peau évoquant symboliquement les tabliers de peau des tailleurs de pierre. Ses ornements et la manière de le porter varient selon les degrés. L'envers du tablier est souvent noir et, dans ce cas, il y figure fréquemment une tête de mort. Le tablier de l'apprenti et du compagnon est de peau blanche à bavette. La bavette de l'apprenti est relevée, la bavette du compagnon est abaissée. Dans certains rites, le tablier du compagnon est de peau blanche à bavette, avec deux rosettes. Le tablier de maître porte des liserés de couleur et marques de son rite[72].
- Tapis de loge ou tableau de loge  est une représentation les éléments symboliques les plus importants du degré (apprenti, compagnon ou maître) pratiqué dans la loge à un moment donné. Utilisés dès les origines de la franc-maçonnerie, à une époque où les loges ne disposaient pas de temples permanents et où les réunions maçonniques se tenaient dans des auberges, des salons ou des antichambres, ces tapis de loge parfois appelé tableau, sont toujours utilisés de nos jours dans de nombreux rites et de nombreuses loges qui les déroulent ou les dessinent sur le sol au début de la cérémonie[73]. L'expression « tableau de loge » peut désigner la liste de membres de la loge, dont on dit qu'ils sont « inscrits au tableau de la loge »[74].

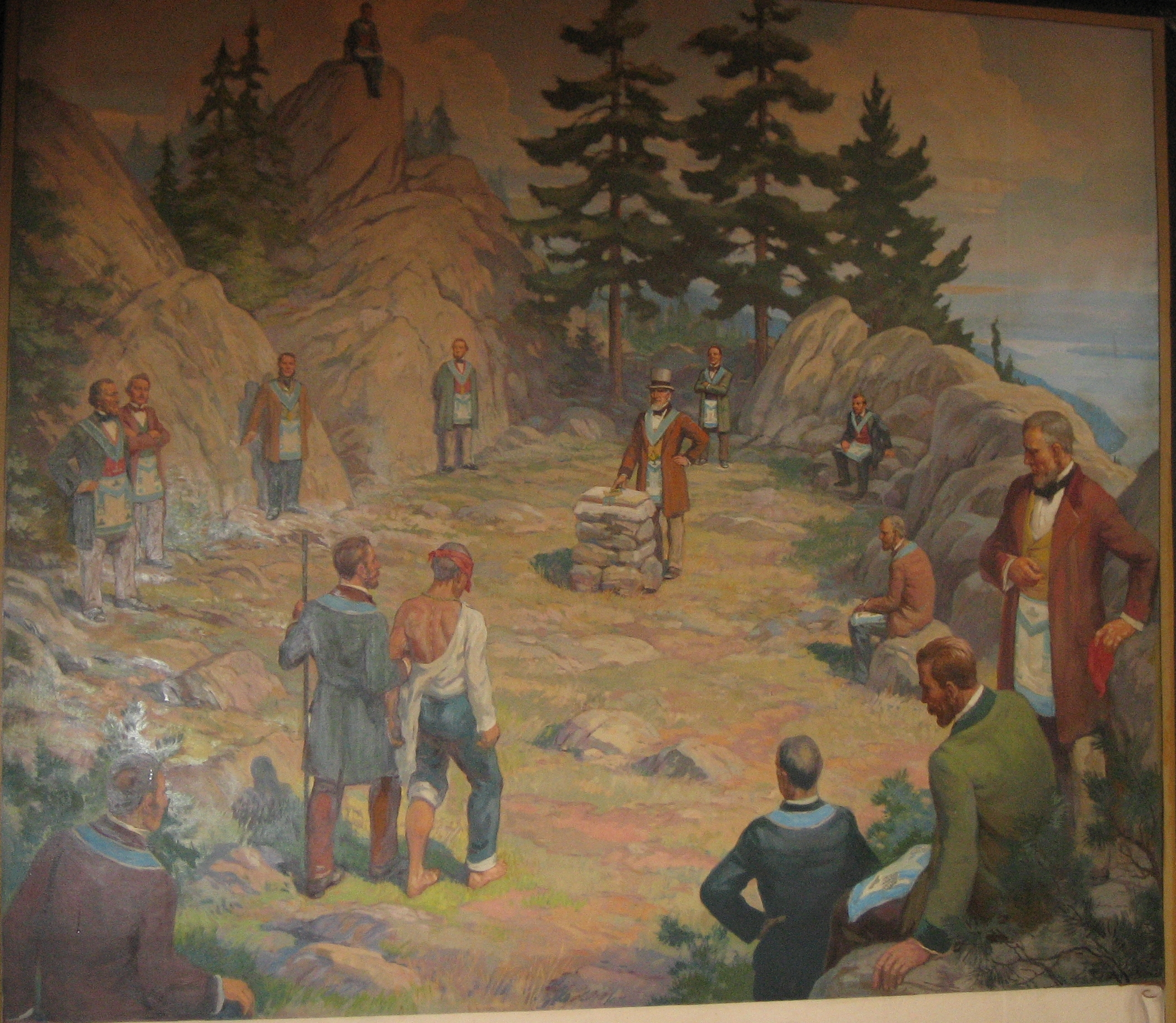
Tenue maçonnique en plein air au Québec.

- Tau : symbole porté sur les tabliers des maitres de loge ayant reçu les enseignements d'une cérémonie dédiée à la charge pour spécifié sa qualité de « maitre installé ». Il fait également partie d'un symbole fondamental du Rite de l'Arche royale ou de la Sainte Arche royale[75].
- Tenue : réunion rituelle d'une loge ou atelier dans un temple, présidée par le vénérable à l'orient, en présence des officiers et des sœurs et frères qui « ornent » les colonnes (assis dans les travées du nord et du sud).
  - Tenue blanche : réunion regroupant francs-maçons et profanes pour écouter une conférence[n 2] faite par un maçon (tenue blanche ouverte), ou par un profane (tenue blanche fermée)[76].
  - Tenue funèbre : réunion ayant vocation au travers d'un rituel spécifique à rendre hommage à un membre disparu[76].
- Temple maçonnique : le temple maçonnique est le lieu où se déroulent les tenues rituelles. Évocation du temple mythique de Salomon décrit dans la Bible au premier Livre des Rois, mais dont on n'a pas pu prouver l'existence ni déduire le lieu (modèle de l'utopie). Il est orienté, organisé et orné de manière symbolique. Il peut être improvisé en n'importe quel lieu et symbolisé par un tapis de loge placé ou tracé au sol[77].
- Triangle : dénommé également « Delta lumineux », sa signification évolue depuis la création de la franc-maçonnerie, de la représentation du Grand Architecte de l'univers au symbole de l'équilibre universel qui gouverne à la méthode maçonnique . Il désigne parfois un groupe de maçons formé de moins de sept frères. C'est une structure maçonnique reconnue d'une obédience, se réunissant, particulièrement dans des lieux ou la maçonnerie n'est pas bien implantée[78].
- Triponctuation : constituée de trois points en triangle dirigé vers le haut  « ∴ ». Usage maçonnique qui consiste à abréger certains mots. « Très Cher Frère » s’écrit « T∴ C∴ F∴ » : « Respectable Loge », « R∴ L∴ »[79].
- Tronc de la veuve : ou tronc de la bienfaisance et qui fait référence à la légende d'Hiram. Sac ou boite qui reçoit les oboles à la fin des tenues  pour des œuvres philanthropiques[80].
- Tuiler : s’assurer de l’appartenance et du grade maçonnique d’une personne se présentant en loge (notamment à l'aide de mots de reconnaissance)[81].

## V

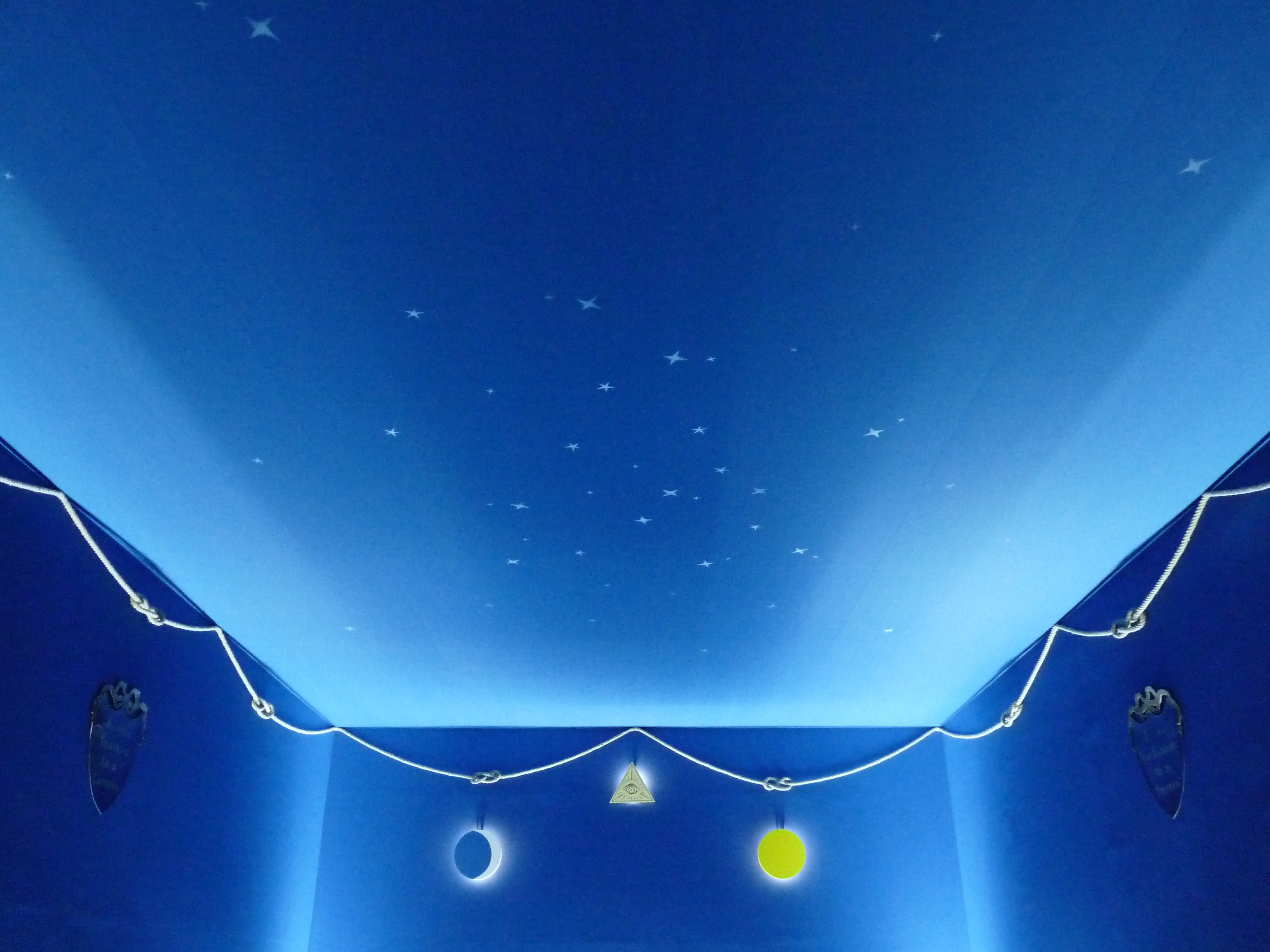
Plafond de temple représentant une voûte étoilée.

- Vénérable : en général, maître maçon élu par ses pairs pour diriger l'atelier pendant une année, reconductible ou non. En Europe continentale, cette élection est généralement reconductible chaque année, avec le plus souvent un maximum de trois ans. Le retour obligatoire à des postes moins prestigieux est considéré comme constituant une excellente école d'humilité. Cette limite de trois ans pour un poste d'officier s'applique le plus souvent à tous les postes. Selon les obédiences, on trouve les dénominations de vénérable maître (loges masculines ou mixtes), de vénérable maîtresse (loges féminines) et de vénérable maître d’œuvre (certains rites).
- Volume de la Loi sacrée : dans les loges maçonniques du XVIIIe siècle, métaphore désignant la Bible sur laquelle les initiés prêtaient leur serment, évolue également au fil du temps, vers d'autres textes comme les constitutions d'Anderson, ou un livre blanc selon les courants maçonniques, libéral ou conservateur[82].

- Voûte étoilée :le plafond du temple, la plupart du temps en voûte, de couleur bleue parsemé d'étoiles, symbolise le ciel.
- Voyages : cheminements rituels à travers le temple pour symboliser les épreuves initiatiques[83].

## W
- Workings : Terme anglais désignant les rites maçonniques.

## Z
- Zénith : Une des limites des dimensions du temple maçonnique, qui s'étend « du Zénith au Nadir », « de l'Orient à l'Occident » et « du Septentrion au Midi ». Par certains usages, il symbolise le midi au regard de l'heure d'ouverture symbolique des travaux[84].